# Eothenomys
Eothenomys é um género de roedor da família Cricetidae.

## Espécies
- Eothenomys cachinus Thomas, 1921
- Eothenomys chinensis (Thomas, 1891)
- Eothenomys custos (Thomas, 1912)
- Eothenomys melanogaster (Milne-Edwards, 1871)
- Eothenomys miletus Thomas, 1914
- Eothenomys olitor (Thomas, 1911)
- Eothenomys proditor Hinton, 1923
- Eothenomys wardi Thomas, 1912